# Скалін Ігор Анатолійович
Скалін Ігор Анатолійович (12 січня 1970) — російський яхтсмен і спортсмен.
Срібний призер Олімпійських Ігор 1996 року в класі Солінґ.